# Mike Pringle
(en) Statistiques sur pro-football-reference
(en) Statistiques sur statscrew
Mike Pringle, né le 1er octobre 1967, est un joueur américain de football canadien et de football américain. Il est généralement considéré comme étant un des meilleurs porteurs de ballon à avoir jamais joué dans la Ligue canadienne de football.

## Biographie

### Éducation
Né à Los Angeles en Californie, Mike Pringle a fréquenté la John F. Kennedy High School dans le quartier de Granada Hills à Los Angeles, jouant dans l'équipe de football américain des Cougars. Il étudie ensuite à l'Université d'État de Washington à Pullman et joue pour les Cougars pendant les saisons 1986 et 1987. Il ne voit pas beaucoup d'action durant ces deux saisons. En 1988 il transfère à l'Université d'État de Californie à Fullerton et s'aligne avec les Titans. C'est avec cette équipe qu'il devient un joueur de premier plan, obtenant à sa deuxième saison le titre du plus grand nombre de verges gagnées par la course ainsi que du plus grand nombre de touchés de la Big West Conference, et égalant le record de la NCAA pour le nombre de verges (yards en Europe) gagnées par la course en un match avec 357.

### Carrière professionnelle
Ses performances à Fullerton lui valent d'être choisi dans la sixième ronde du repêchage de 1990 de la NFL par les Falcons d'Atlanta. Il s'entraîne avec l'équipe en 1990 mais ne participe à aucun match, et lors du camp d'entraînement de 1991 il est le dernier joueur à être retranché. Il se joint alors aux Eskimos d'Edmonton de la Ligue canadienne de football pour la saison 1992, et participe à trois matchs avant d'être libéré. Il passe le reste de la saison 1992 avec le Surge de Sacramento de la World League of American Football.
En 1993 il passe aux Gold Miners de Sacramento, la première équipe américaine de la LCF. Après la saison, il est échangé à un autre nouveau club de la LCF aux États-Unis, le Baltimore Football Club (qui prit l'année suivante le nom de Stallions de Baltimore). C'est lors de cette saison 1994 qu'il devient un joueur dominant. Il est choisi sur l'équipe d'étoiles de la LCF et participe pour la première fois au match de la coupe Grey. Il remporte également le trophée Terry-Evanshen, remis au meilleur joueur de la division Est.
La saison suivante, en 1995, Mike Pringle est de nouveau le meilleur porteur de ballon de la ligue, et est de nouveau récompensé par une sélection sur l'équipe d'étoiles de la LCF et par le trophée Terry-Evanshen, auxquels s'ajoutent les titres de joueur par excellence de la ligue et de champion de la coupe Grey.

#### À Montréal
Durant l'entre-saison, la Ligue canadienne de football met fin à son expansion aux États-Unis, et la franchise de Baltimore est transférée à Montréal où elle reprend le nom des Alouettes, club éteint depuis dix ans. Cependant Pringle a encore des ambitions concernant la NFL et signe un contrat de joueur autonome avec les Broncos de Denver en avril 1996; il est cependant retranché à la fin du camp d'entraînement. Il rejoint alors les Alouettes en août et termine la saison à Montréal. Bien qu'il ne joue que dans 8 des 18 matchs de la saison, il est quand même le meilleur porteur de ballon de l'équipe.
En incluant cette saison 1996, Mike Pringle jouera sept saisons consécutives à Montréal, durant lesquelles il confirme son statut de joueur dominant à sa position. De 1996 à 2001 il est le meilleur porteur de ballon des Alouettes, et de 1997 à 2000 le meilleur de la ligue. Il est choisi sur l'équipe d'étoiles de l'Est de 1996 à 2001, et sur celle de la Ligue de 1997 à 2000. Sa saison 1998 est particulièrement remarquable : il devient le premier, et ce jour (2017) le seul joueur à gagner plus de 2000 verges par la course en une saison, avec 2 065.
Durant son séjour à Montréal, Pringle a réussi cinq saisons de plus de 1000 verges par la course. Il participe au match de la coupe Grey en 2000 mais les Alouettes perdent de justesse. Cependant, les choses changent en 2002 avec l'arrivée du nouvel entraîneur-chef Don Matthews. Celui-ci engage le demi Lawrence Phillips, un joueur américain talentueux mais indiscipliné et au dossier criminel chargé. Il est vrai que Mike Pringle a 34 ans et Phillips 28, mais la surprise est grande à Montréal quand Matthews annonce juste avant le premier match que Phillips sera son demi offensif partant, au lieu de Pringle, qui est très populaire auprès des partisans. Pringle reste comme réserviste, mais subit au début d'août une blessure qui met fin à sa saison. Le printemps suivant, il demande aux Alouettes sa libération et il est échangé aux Eskimos d'Edmonton.

#### Fin de carrière à Edmonton
Avec les Eskimos, Pringle est de nouveau en grande forme, et il réussit une autre saison de plus de 1000 verges, est choisi sur l'équipe d'étoiles de la Ligue et remporte la coupe Grey. L'année suivante, qui sera sa dernière, il bat le record de la LCF pour le plus grand nombre de verges gagnées par la course en carrière avec 16 425, record qu'il détient toujours en 2017. Il bat également le record pour le plus de touchés en carrière, record par la suite battu par Milt Stegall.

### Après sa carrière
En 2008, Mike Pringle vivait à Tucker (Géorgie) avec sa femme Makenya, son fils Isaiah et sa fille Jordan.

## Trophées et honneurs
- Joueur par excellence de la Ligue canadienne de football : 1995, 1998
- Trophée Terry-Evanshen : 1994, 1995, 2000
- Équipe d'étoiles de la division Est : 1994, 1997, 1998, 1999, 2000
- Équipe d'étoiles de la division Sud : 1995
- Équipe d'étoiles de la division Ouest : 2003
- Équipe d'étoiles de la Ligue canadienne de football : 1994, 1995, 1997, 1998, 1999, 2000, 2003
- Intronisé au Temple de la renommée du football canadien en 2008.